# Turzyca Michela
Turzyca Michela (Carex michelii Host) – gatunek byliny należący do rodziny ciborowatych. W Polsce roślina objęta ochroną.

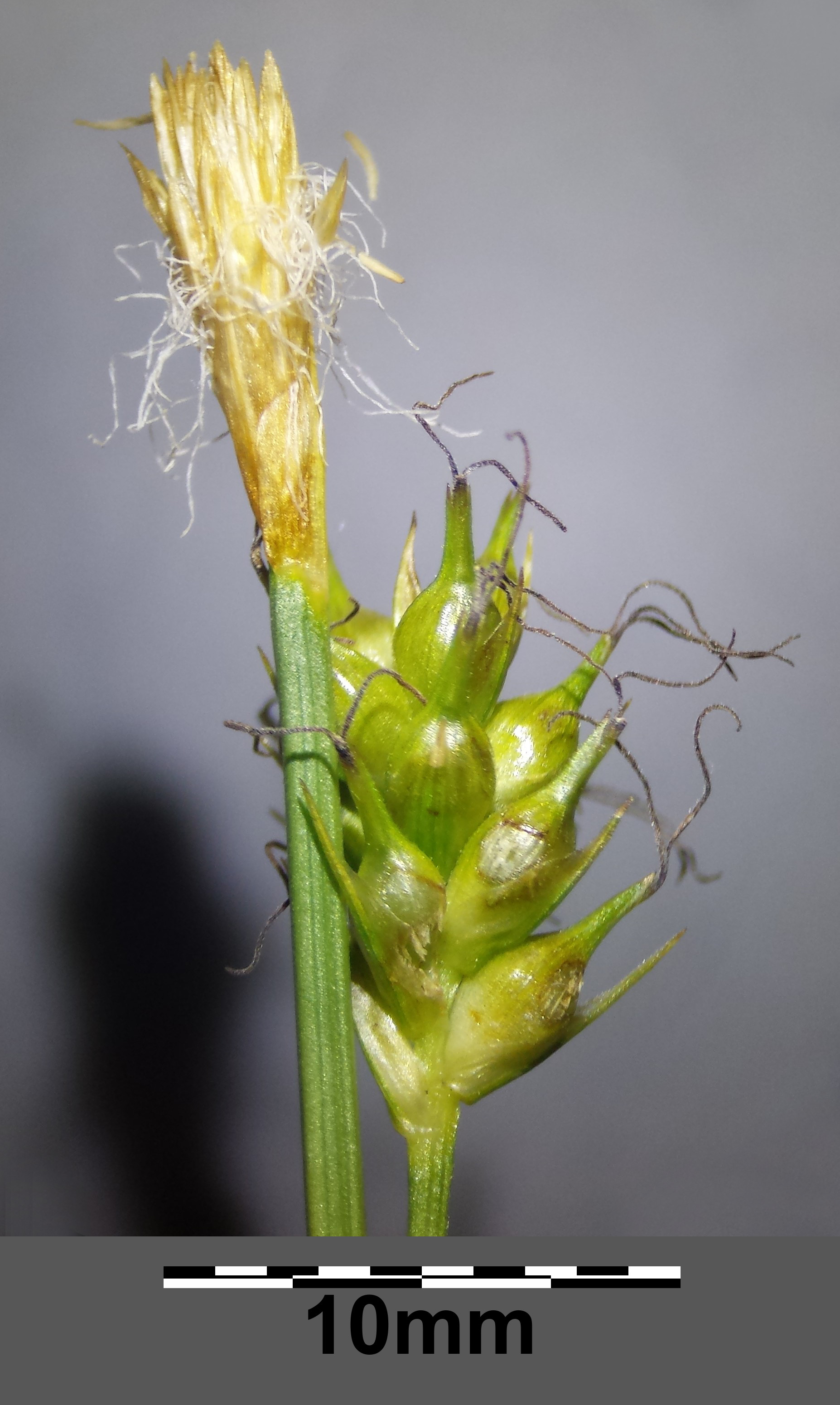
Kłosek z owocami

## Rozmieszczenie geograficzne
Występuje w Azji (Turcja, Armenia, Azerbejdżan, Gruzja, Iran) i w środkowej i południowo-wschodniej Europie (od Francji po środkową część europejskiej Rosji, na południu po Włochy, Bułgarię). W Polsce ma liczne stanowiska, ale tylko w południowo-wschodniej części kraju.

## Systematyka
Synonimy: Carex ampullacea Wulfen ex Wahlenb. (nom. illeg.), Carex beckeri C.A.Mey. ex Claus (nom nud.), Carex michelii var. beckeri (C.A.Mey. ex Claus) Nyman, Carex michelii var. caespitans Podp., Carex michelii f. puberula Beck, Carex michelii var. vitekii Podp., Carex pilosa var. beckeri C.A.Mey. ex Claus, Carex rostrata Hoppe ex Schkuhr (nom. illeg.), Carex vexilis Wormsk. ex Boott.

## Zagrożenia i ochrona
Od 2014 roku turzyca Michela jest objęta w Polsce częściową ochroną gatunkową. 